# Rio Caí
O rio Caí é um rio do estado do Rio Grande do Sul, no Brasil.

## Topônimo
"Caí" é um termo de origem tupi que admite duas significações: 
- "Água de macaco", através da junção dos termos ka'i ("macaco")[5] e  'y  ("água")
- "Água de mata", através da junção dos termos ka'a ("mata") e  'y  ("água")

## Descrição
A agricultura destaca-se como a principal atividade econômica da região banhada pela Bacia do Rio Caí, havendo ainda indústria e comércio. A cidade de Caxias do Sul, que se localiza no divisor de águas das bacias dos rios Caí e Taquari-Antas, destaca-se como o maior centro urbano, sem esquecer Feliz, Montenegro e São Sebastião do Caí, localizadas às margens do rio principal.
O curso superior do rio Caí, localizado ao nordeste de sua bacia, corre das nascentes até a foz do rio Piaí, e possui a maior declividade (entre 0,15 e 3,5%) da região, cujo relevo é de planalto e encosta. Nela, o leito do rio é reduzido a uma calha estreita, e suas margens tornam-se íngremes. Os afluentes têm suas nascentes em cotas que podem ultrapassar oitocentos metros, ocorrendo formação de cataratas. O curso médio do rio Caí, localizado na zona central e nordeste da bacia, corre da foz do rio Piaí até São Sebastião do Caí, com alternância de trechos com corredeiras e trechos com escoamento lento. Por fim, o curso inferior do rio corre de São Sebastião do Caí até a sua foz. Essa é a parte mais plana do rio e da bacia, onde o rio apresenta maior vazão mas, como percorre área plana, adquire menor velocidade, podendo haver refluxo principalmente em épocas de estiagem.
A precipitação média anual é variável, podendo atingir 1 400 mm nas nascentes e 900 mm a jusante de São Sebastião do Caí até a foz, sendo, este, o menor índice pluviométrico da bacia dos formadores do rio Guaíba.
Entre os principais afluentes do rio Caí, destacam-se:
- Margem esquerda:

- Rio Caracol
- Rio Guaçú
- Rio Mineiro
- Rio Cadeia

- Margem direita:

- Rio Divisa
- Rio Muniz
- Rio Macaco
- Rio Piaí
- Rio Pinhal
- Rio Belo
- Rio Ouro
- Rio Mauá
- Rio Maratá